# هاري نيل باوم
هاري نيل باوم (بالإنجليزية: Harry Neal Baum)‏ هو مؤرخ أمريكي، ولد في 18 ديسمبر 1889 في أبردين في الولايات المتحدة، وتوفي في 7 يونيو 1967.

## وصلات خارجية
- هاري نيل باوم على موقع IMDb (الإنجليزية)